# تاکویلا (واشینگتن)
تاکویلا (به انگلیسی: Tukwila) شهری در شهرستان کینگ ایالت واشنگتن است که در سرشماری سال ۲۰۱۰ میلادی، ۱۹۱۰۷ نفر جمعیت داشته است.